# Élections législatives groenlandaises de 1987
Les élections législatives groenlandaises de 1987 se sont déroulées le 26 mai 1987.
Bien que le Parlement compte un siège de plus par rapport aux élections précédentes, les trois principaux partis conservent le même nombre de députés : 11 au parti social-démocrate indépendantiste Siumut, 11 au parti libéral unioniste Atassut et 3 à Inuit Ataqatigiit, un autre parti social-démocrate indépendantiste. Le nouveau siège est remporté par Issittup, un nouveau parti à tendance conservatrice.
Jonathan Motzfeldt reste Premier ministre.

## Système électoral
L'Inatsisartut est le parlement monocaméral du Groenland, pays constitutif du royaume de Danemark. Il est composé de 27 sièges pourvus pour quatre ans au scrutin proportionnel plurinominal de liste dans huit circonscriptions électorales plurinominales. Après décompte des voix, les sièges sont répartis selon la méthode d'Hondt, sans seuil électoral.

## Résultats
|                        |                        |        |       |      |        |               |  |  |  |  |  |  |  |  |
| Parti                  | Parti                  | Voix   | %     | +/-  | Sièges | +/-           |  |  |  |  |  |  |  |  |
|                        | Atassut (A)            | 10 044 | 40,07 | 3,70 | 11     | en stagnation |  |  |  |  |  |  |  |  |
|                        | Siumut (S)             | 9 987  | 39,84 | 4,27 | 11     | en stagnation |  |  |  |  |  |  |  |  |
|                        | Inuit Ataqatigiit (IA) | 3 823  | 15,25 | 3,14 | 4      | 1             |  |  |  |  |  |  |  |  |
|                        | Parti polaire (IP)     | 1 119  | 4,46  | Nv.  | 1      | 1             |  |  |  |  |  |  |  |  |
|                        | Indépendants           | 95     | 0,38  | -    | 0      | -             |  |  |  |  |  |  |  |  |
|                        |                        |        |       |      |        |               |  |  |  |  |  |  |  |  |
| Suffrages exprimés     | Suffrages exprimés     | 25 068 | 97,30 |      |        |               |  |  |  |  |  |  |  |  |
| Votes blancs et nuls   | Votes blancs et nuls   | 696    | 2,70  |      |        |               |  |  |  |  |  |  |  |  |
| Total                  | Total                  | 25 764 | 100   | -    | 27     | 2             |  |  |  |  |  |  |  |  |
| Abstention             | Abstention             | 11 234 | 30,36 |      |        |               |  |  |  |  |  |  |  |  |
| Inscrits/Participation | Inscrits/Participation | 36 998 | 69,64 |      |        |               |  |  |  |  |  |  |  |  |